# Alice Hasters
Alice Hasters est une journaliste, podcasteuse et écrivaine allemande.

## Biographie

### Enfance et formation
Elle est née le 10 juin 1989 à Cologne et est la fille d’une mère afro-américaine et d’un père allemand.
Elle a terminé ses études de journalisme à l’école allemande de journalisme de Munich.

### Carrière
Pour son travail éducatif sur le thème du racisme, elle a été élue journaliste culturelle de l’année en 2020.
En 2023, Hasters a publié son deuxième livre Identity Crisis.

## Polémiques
Dans un post Instagram, elle écrit : « Je condamne le gouvernement d’Israël et la solidarité inconditionnelle des gouvernements internationaux dans leurs actions. » Elle ajoute : « Il semble que l’Allemagne ne soit disposée à combattre l’antisémitisme qu’en répandant le racisme antimusulman et anti-palestinien. ».